# Военный переворот в Мавритании (2005)
3 августа 2005 года в Мавритании произошёл бескровный военный переворот: группа высокопоставленных офицеров свергла президента Маауйя ульд Сиди Ахмеда Тайя. Для управления страной мятежники создали хунту — Военный совет за справедливость и демократию. Новый режим провёл демократические реформы, которые закончились выборами президента в 2007 году.

## Предыстория

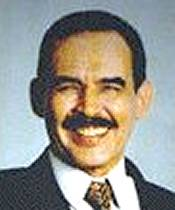
Маауйя ульд Сиди Ахмед Тайя

В 1978 году полковник Тайя был одним из организаторов свержения первого президента страны Моктара ульд Дадды. Офицер вошёл в правящую хунту — Военный комитет национального спасения. В 1984 году Тайя отстранил от власти председателя комитета
Мохаммеда Хуна ульд Хейдаллу и занял его пост.
Новый глава страны освободил политзаключённых, выступил за отмену рабства, начал борьбу с коррупцией, экономические и демократические реформы, обещал ослабить напряжённость между маврами и негроидным населением.
В 1980-х годах режим организовал муниципальные и коммунальные выборы. Принятая на референдуме в 1991 году новая Конституция официально закрепила отказ государства от однопартийной системы времён первого президента. Тайя победил на президентских выборах в 1992 году, переизбирался в 1997 и 2003 годах. Оппозиция объявляла итоги выборов сфальсифицированными, а выборы в 1997 году бойкотировала. Государство не создало демократические институты, президент правил деспотично и подавлял оппозицию.
Реформы укрепили госуправление и экономику, но не повысили уровень жизни, а борьба с традиционными институтами власти привела к социальной напряжённости. В начале нулевых годов многие мавританцы страдали от безработицы и бедности: в 2004 году ниже уровня бедности находилось 40 % населения.
Обещание сгладить расовые противоречия осталось словами. Наоборот, президент начал репрессии против негроидного населения. Государство исключало чернокожих из политической элиты, отнимало плодородную землю в пользу арабов, депортировало из страны. Специалист в области рабства Кевин Бэйлз назвал политику президента «арабизацией» и «этническими чистками». Государство отказалось бороться с рабством и преследовало правозащитные организации.
В 1999 году Мавритания заключила с Израилем мирный договор и установила дипломатические отношения. Решение Тайя возмутило общество и увеличило популярность исламистов. Во время американского вторжения в Ирак Тайя, прежде союзник Саддама Хусейна, поддержал США и разорвал отношения с Багдадом. Президент репрессировал несогласных с его внешней политикой: сочувствующих ближневосточной республике обвиняли в заговоре, увольняли из армии. Репрессии возмутили население — арабы и берберы симпатизировали Ираку.
За 2003 и 2004 года режим пережил три попытки переворота. В СМИ и среди экспертов звучали разные оценки причин мятежей: от происков исламистов и мести офицеров за поддержку американского вторжения в Ирак до недовольства тесными отношениями с Израилем, всевластием президента, коррупцией властей. В 2005 году террористическая Салафистская группа проповеди и джихада ещё больше подорвала стабильность страны — боевики доходили до боёв с армией.

## Переворот
В начале августа 2005 года президент вылетел в Саудовскую Аравию на похороны короля Фахда. Ранним утром 3 августа в Нуакшоте военные мятежники захватили президентский дворец, министерства и генштаб, заняли комплекс национального радио и телевидения. Танки и средства ПВО мятежников контролировали важные перекрёстки столицы. Заговорщики арестовали нелояльных офицеров, в том числе начальника генштаба, командующих жандармерией и нацгвардией, командира батальона коммандос. Путчисты захватили Нуакшот и другие города почти без сопротивления.
Переворот возглавили высокопоставленные офицеры. Мятежники через каналы государственного информационного агентства заявили о свержении президента и создании хунты — Военного совета за справедливость и демократию (ВССД). Пост председателя совета занял директор Службы национальной безопасности полковник Эли ульд Мохаммед Фаль — давний соратник президента и соучастник переворота 1984 года. Мятежники объявили, что берут власть на два года с целью сформировать институты гражданского общества и провести выборы.
Тысячи мавританцев праздновали свержение Тайя на улицах столицы. Две трети депутатов парламента поддержало мятежников. Правящая Республиканская демократическая и социальная партия осудила переворот. На словах оппозиционные партии не поддержали силовой захват власти, но на деле приняли свержение президента. Переворот поддержали общественные организации и лидеры исламских партий.
4 августа ВССД распустил парламент. 6 августа новый режим обнародовал в дополнение к действующей Конституции «Конституционную хартию». Документ наделял главу хунты верховной исполнительной властью. 8 августа прежнее правительство ушло в отставку, и ВССД назначил премьер-министром Сиди Мохаммеда ульд Бубакра.

## Причины переворота
По мнению специалиста по Мавритании Мохаммеда бен Мадани, редактора журнала Maghreb Review, мавританцы были недовольны тесными связями режима с США, восстановлением дипотношений с Израилем. С этим мнением согласен ведущий научный сотрудник Института востоковедения РАН Владимир Куделев. По словам эксперта, заговорщики также осуждали двоякое отношение государства к исламистам, взгляды которых были далеки от их менее религиозного мировоззрения.
Алжирская газета «Аль-Ватан» писала, что прочность режима Тайи была связана с поддержкой США, Франции и Израиля, а рухнул он из-за нарушения равновесия между интересами различных партнёров.

## Реакция в мире
Африканский союз осудил переворот и исключил Мавританию до восстановления законной власти. Свержение президента раскритиковали ООН и Европейский союз. Генеральный секретарь Лиги арабских государств Амр Муса выступил за «уважение воли мавританского народа и предоставление ему права вести свои дела в соответствии со своими интересами».
МИД России заявил, что Москва надеется на «скорейшее разрешение ситуации конституционным путём в интересах мавританского народа без применения силы».
США осудили переворот в Мавритании и призвали к «мирному восстановлению порядка в Мавритании на основе Конституции и правления президента Маауйи ульд Сиди Ахмеда Тайи».

## Последствия
Тайя узнал о перевороте в Саудовской Аравии и не вернулся в Мавританию. В своём первом после свержения заявлении Тайя назвал переворот «бессмысленным и драматичным». Политик удивился, что переворот возглавили его ближайшие соратники и единомышленники. Попытка президента вернуть власть с помощью сторонников внутри страны ни к чему не привела.
Хунта провела демократические реформы. На референдуме в 2006 году мавританцы приняли конституционные поправки, которые ограничивали президентское правление двумя сроками по 5 лет. В ноябре того же года в стране прошли выборы в парламент, а в марте 2007 года — президентские.